# Pseudosmittia gracilis
Pseudosmittia gracilis är en tvåvingeart som först beskrevs av Maurice Emile Marie Goetghebuer 1913.  Pseudosmittia gracilis ingår i släktet Pseudosmittia och familjen fjädermyggor. Arten har ej påträffats i Sverige. Inga underarter finns listade i Catalogue of Life.